# Halodule uninervis
Halodule uninervis là một loài thực vật có hoa trong họ Cymodoceaceae. Loài này được (Forssk.) Boiss. mô tả khoa học đầu tiên năm 1882.